# Кружок любителей русской музыки

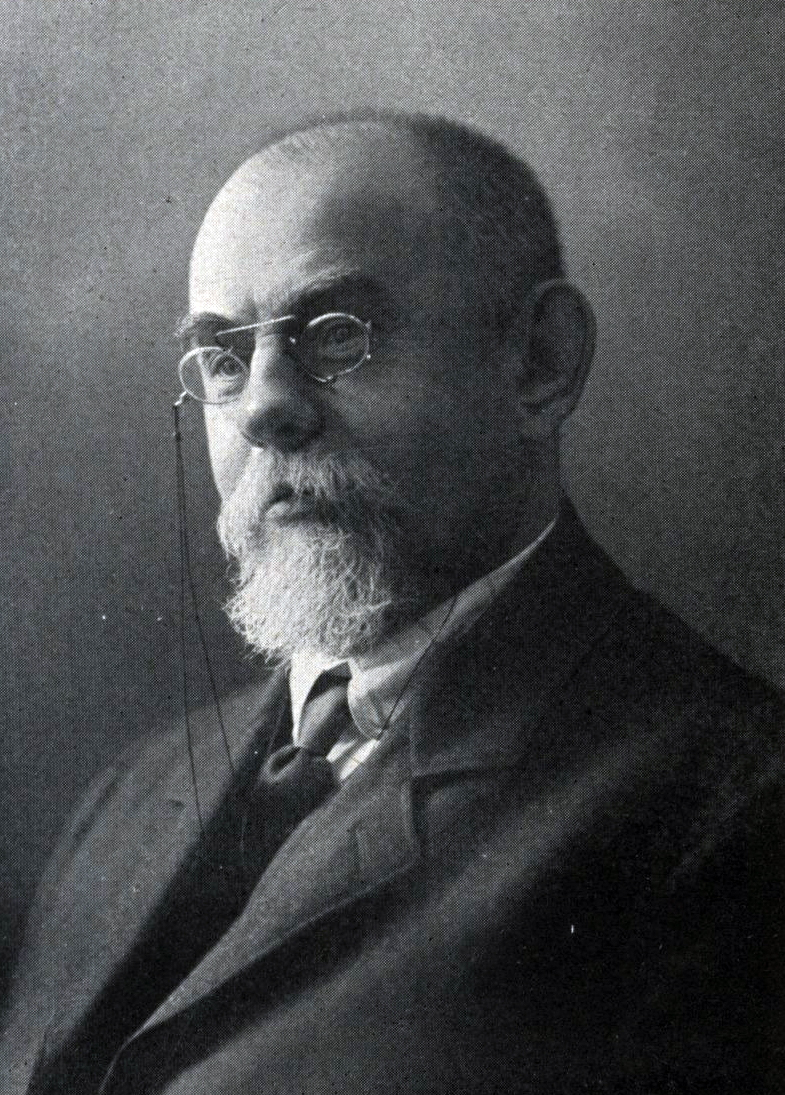
А. М. Керзин. Фотография 1909 года

«Кружо́к люби́телей ру́сской му́зыки» («Ке́рзинский кружо́к») — частная концертная организация, основанная в Москве в 1896 г. с целью пропаганды русской музыки. Существовала до 1912 г.

## История
Основатели и руководители «Кружка любителей русской музыки» — супруги Керзины. Аркадий Михайлович Керзин (26 ноября [8 декабря 1856 г.], Иваново-Вознесенск — 21 сентября [4 октября 1914 г.], Москва) — московский адвокат, любитель музыки. В 1886 г. окончил юридический факультет Московского университета. Значительную часть жизни и личных средств отдал пропаганде русской музыки. Автор статей и брошюр о П. И. Чайковском, М. П. Мусоргском, Ф. И. Шаляпине, С. В. Рахманинове. Мария Семёновна Керзина (урождённая Поспелова) (крещена 21 марта 1864 г. — ум. в 1926) — пианистка, ученица В. И. Сафонова, П. А. Пабста.
Концерты «Кружка», выросшие из домашнего музицирования, первоначально проходили на частных квартирах исполнителей, а в дальнейшем — в зале фешенебельной гостиницы «Славянский базар», Большом зале Благородного собрания и др. Сами Керзины после 1904 г. жили в Хамовниках в доходном доме Бройдо (2-й Обыденский пер., 13). Концерты нередко были бесплатными.

## Программы
Со временем «Кружок любителей русской музыки» превратился в серьёзную концертно-просветительскую организацию, которая за все годы своего существования дала более 100 концертов. Здесь исполнялась преимущественно камерная вокальная и инструментальная музыка, однако проводились и симфонические концерты, ими дирижировал, в частности, Э. А. Купер. Звучали сочинения М. П. Мусоргского, А. П. Бородина, состоялись премьеры некоторых сочинений С. И. Танеева, А. К. Лядова, А. С. Аренского, С. В. Рахманинова, Н. К. Метнера, Р. М. Глиэра и других композиторов. В числе исполнителей — певцы Е. И. Збруева (с 1896 г.), Л. В. Собинов (с 1896 г.), С. И. Гарденин (с 1898 г.), М. А. Дейша-Сионицкая (с 1899 г.), М. А. Оленина д’Альгейм (с 1901 г.), А. П. Киселевская (с 1902 г.), Л. Г. Звягина (с 1903 г.), А. А. Лавров (с 1904 г.), К. Е. Антарова (с 1908 г.), Е. Г. Азерская, Н. И. Забела-Врубель, М. Н. Климентова, И. В. Грызунов, В. А. Лосский, многие инструменталисты, инструментальные ансамбли.
С. В. Рахманинов неоднократно выступал в концертах Кружка в качестве пианиста и дирижёра. 15 романсов Рахманинова op. 26 (сочинены в 1906 г.), посвящённые А. М. и М. С. Керзиным (часть их написана на стихи, отобранные по его просьбе М. С. Керзиной), были впервые исполнены в одном из концертов «Кружка» 12 февраля 1907 г..
К примечательным событиям кружка можно отнести «Русский квартетный вечер», состоявшийся 4 декабря 1907 года в связи с прибытим в Москву Н. А. Римского-Корсакова. Среди исполненных сочинений были Первый квартет Р. Глиэра, Квинтет с двумя альтами С. Танеева.
Концерты «Кружка» пользовались большим успехом у слушателей, в 1906 г. был опубликован отчёт о его деятельности за 10 лет. Работу «Кружка» поддерживали критики В. В. Стасов, С. Н. Кругликов, Н. Д. Кашкин.
Значительная часть архивных материалов семьи Керзиных, включающих период функционирования «Кружка», не опубликована.
Сын супругов Керзиных — скульптор М. А. Керзин.